# تريش غاف
تريش غاف (بالإنجليزية: Trish Goff)‏ (ولدت في 8 يونيو 1976) عارضة أزياء سابقة، وممثلة أميركية،

## روابط خارجية
- تريش غاف على موقع IMDb (الإنجليزية)
- تريش غاف على موقع دليل عارضات الأزياء (الإنجليزية)